# Ernst Müller von Sondermühlen
Ernst Müller von Sondermühlen, eigentlich Ernst August Müller (* 1840 in Sondermühlen bei Melle; † 10. Januar 1907 in Berlin) war ein deutscher Schriftsteller, Zeichner und Kaufmann.

## Werdegang
Ernst August Müller wurde auf dem Gut Sondermühlen als Sohn des königlichen Forstbeamten Friedrich Müller geboren und nannte sich später Ernst Müller von Sondermühlen. Sein Pate war König Ernst August von Hannover. Nachdem sein Vater bereits 1848 gestorben war, verließ die Witwe mit elf Kindern bald darauf Sondermühlen. Müller lebte später in Osnabrück, wo er 1868 eine „Geschichte der Stadt Osnabrück“ veröffentlichte. Dort betätigte er sich auch als Zeichner und erstellte zwischen 1862 und 1865 eine Reihe von kolorierten Handzeichnungen mit Motiven der Umgebung Osnabrücks. Um 1870 ging er nach Berlin, wo er als Mitglied des „Verein für die Geschichte Berlins“ genannt wird. In Berlin wechselte er alle Jahre die Wohnung, ab 1886 im neu angelegten Stadtteil Wedding, bis er 1897 die Häuser Müllerstraße 159 und 160 als Eigentum erwarb. Nach Vollendung des Hermannsdenkmals schrieb er 1875 „Aliso und die Gegend der  Hermannschlacht“, 1888 folgte „Spuren der Varusschlacht“, eine Untersuchung über den genauen Ort der Schlacht. Er spielte im Geistesleben der zweiten Hälfte des 19. Jahrhunderts in Berlin eine nicht unbedeutende Rolle. So stand er mit Theodor Mommsen, General Graf Moltke, Heinrich Schliemann und Rudolf Virchow in Briefwechsel und arbeitete mit in der Anthropologischen Gesellschaft. Schliemann konnte er dazu bewegen einen großen Teil seiner Sammlungen in Berlin zu belassen. Er trat auch als früher „Umweltschützer“ auf, der in Veröffentlichungen auf die Verwüstung der Wälder, die am Ende des 19. Jahrhunderts verstärkt einsetzte, aufmerksam machte. In seinem wechselhaften Leben wechselten auch seine Berufsbezeichnungen häufig. Bis 1872 wurde er als Kaufmann bezeichnet, von 1873 bis 1877 als Baumeister, dann als Bauunternehmer und ab 1880 wieder Kaufmann. Ab 1894 betrieb er eine Baugerüsthandlung. Als Zeichner hinterließ er eine Sammlung von 104 Blättern mit Berliner Bauten, die fast alle kurze Zeit später abgebrochen wurden. Diese Sammlung schenkte er der Königlichen Bibliothek. Sie befindet sich noch heute im Besitz der Staatsbibliothek.